# Гай Кальпурний Пизон (консул 111 года)
Гай Кальпу́рний Пизо́н (лат. Gaius Calpurnius Piso; I—II века) — римский политический деятель из плебейского рода Кальпурниев, консул 111 года.
Гай Кальпурний упоминается в сохранившихся источниках только в связи с консулатом. Он занимал должность совместно с Марком Веттием Боланом. Полное имя Гая фигурирует в нескольких надписях (CIL VI 222, XII 1840, XIV 3437), тогда как остальные источники называют его только по когномену — Пизон (Piso).
Плиний Младший в одном из писем Вестрицию Спуринне, отправленном в 105 или 106 году, говорит о «знатном юноше» Кальпурнии Пизоне, рецитировавшем свои стихи на мифологические темы. Плиний после чтения расцеловал поэта и «подстрекнул его похвалами… нести для потомков светильник, который несли перед ним его предки». Теодор Моммзен предположил, что здесь идёт речь о будущем консуле 111 года.